# Эрманвиль-сюр-Мер
Эрманви́ль-сюр-Мер (фр. Hermanville-sur-Mer) — коммуна во Франции, находится в регионе Нижняя Нормандия. Департамент коммуны — Кальвадос. Входит в состав кантона Дувр-ла-Деливранд. Округ коммуны — Кан.
Код INSEE коммуны — 14325.

## Население
Население коммуны на 2010 год составляло 2732 человек.
| 1962 | 1968 | 1975 | 1982 | 1990 | 1999 | 2010 |
| ---- | ---- | ---- | ---- | ---- | ---- | ---- |
| 1065 | 1160 | 1312 | 1753 | 2113 | 2661 | 2732 |

## Экономика
В 2010 году среди 1756 человек трудоспособного возраста (15—64 лет) 1230 были экономически активными, 526 — неактивными (показатель активности — 70,0 %, в 1999 году было 71,7 %). Из 1230 активных жителей работали 1114 человек (582 мужчины и 532 женщины), безработных было 116 (55 мужчин и 61 женщина). Среди 526 неактивных 152 человека были учениками или студентами, 272 — пенсионерами, 102 были неактивными по другим причинам.